# Jacques Cellard
Jacques Cellard, né le 18 juillet 1920 à Paris et mort le 11 novembre 2004 à Soissons, est un journaliste, linguiste et romancier français. Spécialiste de l'argot du XIXe siècle, ami d'Alain Rey, ce philologue réputé qui a rédigé de multiples ouvrages de lexicologie a été chroniqueur au Monde de 1971 à 1985.

## Biographie sommaire
Né dans le faubourg Saint-Denis à Paris, il suit des études classiques interrompues malheureusement par la guerre. Il pratique divers métiers avant de devenir instituteur en 1958. Écrivain puis journaliste infatigable, mais homme discret, on sait peu de chose sur sa vie privée qu'il ne se livrait qu'à ses amis.
En 1999, il signe pour s'opposer à la guerre en Serbie la pétition « Les Européens veulent la paix », initiée par le collectif Non à la guerre.

## Travaux d'écriture
Fin observateur des milieux sociaux du XIXe siècle et du début du XXe siècle, Jacques Cellard a écrit de nombreux dictionnaires sur les curiosités du langage, sur les Histoire de mots, mais aussi des biographies, des romans qui, tout en reproduisant la langue de la Belle Epoque, sont parfois jugés érotiques parce qu'il évoque la vie des "bordels" et le milieu de la prostitution. Chroniqueur reconnu, il a préfacé un bon nombre d'ouvrages humoristiques.
Il a notamment publié à partir de 1972 dans le quotidien Le Monde une Chronique du langage rééditée aux éditions Dictionnaires Le Robert en 1979. Il a publié un grand nombre d'ouvrages sur les curiosités du langage. Il est enterré à Braine.

## Œuvres

### Humour et linguistique
- Le subjonctif, comment l'écrire, quand l'employer  (1974) éditions Duculot
- Les cinq cents racines grecques et latines les plus importantes du vocabulaire français  (1979-1980) éditions Duculot
- La Vie du langage (1979), éditions des Dictionnaires Le Robert dans la collection L'Ordre des mots.
- Cinq cents mots nouveaux définis et expliqués (1982), avec Micheline Sommant, éditions Duculot
- Ça ne mange pas de pain, 400 expressions familière et voyoutes de France et du Québec (1984), Belin
- Dictionnaire du français non conventionnel, (1980), avec Alain Rey, Hachette
- Trésors des noms de famille, (1980), avec Roland Sabatier, Éditions Belin. Réédition conjointe aux éditions Belin, collection Humensis, 2017, des Trésors des noms de famille (p.9-192) de Jacques Cellard (sic) avec les Trésors des noms de villes et de villages d'Eric Vial (p. 193-387), suivi des index respectifs et de la table des matière globale et finale, p. 475-478.  (ISBN 978-2-410-01221-7).
- Ah ! ça ira, ça ira... Ces mots que nous devons à la Révolution, (1988) Balland
- Anthologie de la littérature argotique des origines à nos jours, (1985) éditions Mazarine,  (ISBN 2863742116)
- De Bouche à oreille  avec Pierre Gay (1986) éditions Gallimard,  (ISBN 2070594068)

### Romans
- Journal plutôt inconvenant d'une toute jeune fille, 1982 (Anonyme), réédition 1994, Pocket
- Flora la belle Romaine, 1985, Balland,  (ISBN 2715804962)
- Souvenirs d'une gamine effrontée, 1988, Balland
- Les Petites marchandes de plaisir, édition Balland, Paris, 1990, 429 pages, réédition France Loisir en 1991 ou Pocket à date ultérieure.  (ISBN 2-7242-6334-0). Récit suite du précédent jugé érotique, avec un petit glossaire des expressions argotiques (p. 415-429) de ce journal fictif rédigé en 1890.
- Emma, Oh ! Emma ! 1992, Balland (roman pastiche d'Emma Bovary de Gustave Flaubert)
- Mi-sainte, mi-touche, 1993, Belfond
- La Chambre aux miroirs, 1998, Vauvenargues, Coll. Le Cercle

### Biographies et documents
- John Law et la Régence, 1715-1729, 1996, Éditions Plon
- Un génie dévergondé, Nicolas-Edmé Rétif, (2000), Éditions Plon

### Préfaces
- La Sagouine, pièce pour femme seule  de Antonine Maillet, 1976, Grasset,  (ISBN 2-24600-297-4)
- Petit dictionnaire des mots retrouvés, (1985), HarPo [note 1].
- (en) Dictionnary of modern colloquial language, par E.A. Lovatt et R.J H'rail, 1987, Routledge [7]
- En flânant à traverse la science  de Georges Colomb, (1856-1945)[note 2], Armand Colin, 1987.